# Пођо ај Ђубијани (Фиренца)
Пођо ај Ђубијани је насеље у Италији у округу Фиренца, региону Тоскана.
Према процени из 2011. у насељу је живело 222 становника. Насеље се налази на надморској висини од 363 м.